# Chaitophorus populicola
Chaitophorus populicola är en insektsart som beskrevs av Thomas 1878. Chaitophorus populicola ingår i släktet Chaitophorus och familjen långrörsbladlöss.

## Underarter
Arten delas in i följande underarter:
- C. p. populicola
- C. p. patchae